# Eugène Viollet-le-Duc
Eugène Emmanuel Viollet-le-Duc (Pariz, 27. siječnja 1814. – Lausanne, 17. rujna 1879.), jedan je od najpoznatijih francuskih arhitekata 19. stoljeća, naročito poznat po svojim rekonstrukcijama srednjovjekovnih crkava i dvoraca.
Početkom tridesetih godina 19. stoljeća, pokrenut je pravi val rekonstruiranja srednjovjekovnog francuskog arhitektonskog naslijeđa. Prosper Mérimée, jedan od nositelja tog pokreta i državni upravitelj nacionalnih spomenika Francuske Republike, zatražio je od Viollet-le-Duca, po povratku s jednog studijskog putovanja po Italiji, da predvodi restauratorske pokrete, poput opatije u Vézelayu. Taj rad označit će početak jednog dugog niza restauratorskih pothvata. Njegov najpoznatiji restauratorski pokret je obnova pariške pariške katedrale Notre-Dame.
Osim restauracijskih pokreta, Viollet-le-Duc postat će jedan od utemeljetilja moderne arhitekture, svojim teorijskim djelom Entretiens sur l'architecture (Razgovori o arhitekturi), i bivajući učiteljem brojnih arhitekata moderne: Victor Horta, Hector Guimard, Henri Sauvage, Émile Gallé et l'École de Nancy, Eugène Grasset, Antoni Gaudí, Hendrik Petrus Berlage, Louis Sullivan, Frank Lloyd Wright, Le Corbusier, Auguste Perret, l’École de Barbizon, i drugih.
Neke od restauracija:
- Crkve:
  - Opatija Vézelay
  - Katedrala Notre-Dame u Parizu
  - Bazilika Saint-Denis (Pariz)
  - Sveti Ljudevit (Poissy)
  - Semur
  - Saint-Nazaire (Carcassonne)
  - Bazilika Saint-Sernin (Toulouse)
  - Katedrala Notre-Dame-de-l'Assomption de Clermont-Ferrand

- Zgrade općina:
  - Saint-Antonin-Noble-Val
  - Narbonne

- Dvorci:
  - Château de Pierrefonds
  - Utvrda Carcassonne
  - Château de Coucy
  - Château d'Abbadie

## Djela
1. Rječnik francuske arhitekture od 11. do 16. stoljeća (1854. do 1868.) ;
2. Rječnik graditeljstva od karolinga do renesanse (1858. do 1870.) ;
3. Uvod u arhitekturu  Arhivirana inačica izvorne stranice od 24. listopada 2005. (Wayback Machine) (2 toma) (1858. – 1872.).
4. Opis dvorca u Coucyju  Arhivirana inačica izvorne stranice od 25. studenoga 2005. (Wayback Machine) (1875.)(Wikisource)
5. Opis dvorca u Pierrefondsu  Arhivirana inačica izvorne stranice od 10. ožujka 2005. (Wayback Machine) (1857.)(Wikisource)
6. Stari grad Carcassone  Arhivirana inačica izvorne stranice od 6. prosinca 2005. (Wayback Machine) (1888.)(Wikisource)

## Neki učenici Eugènea Viollet-le-Duca
- Anatole de Baudot
- Paul Abadie